# Kleiner Wacholder-Blütenspanner

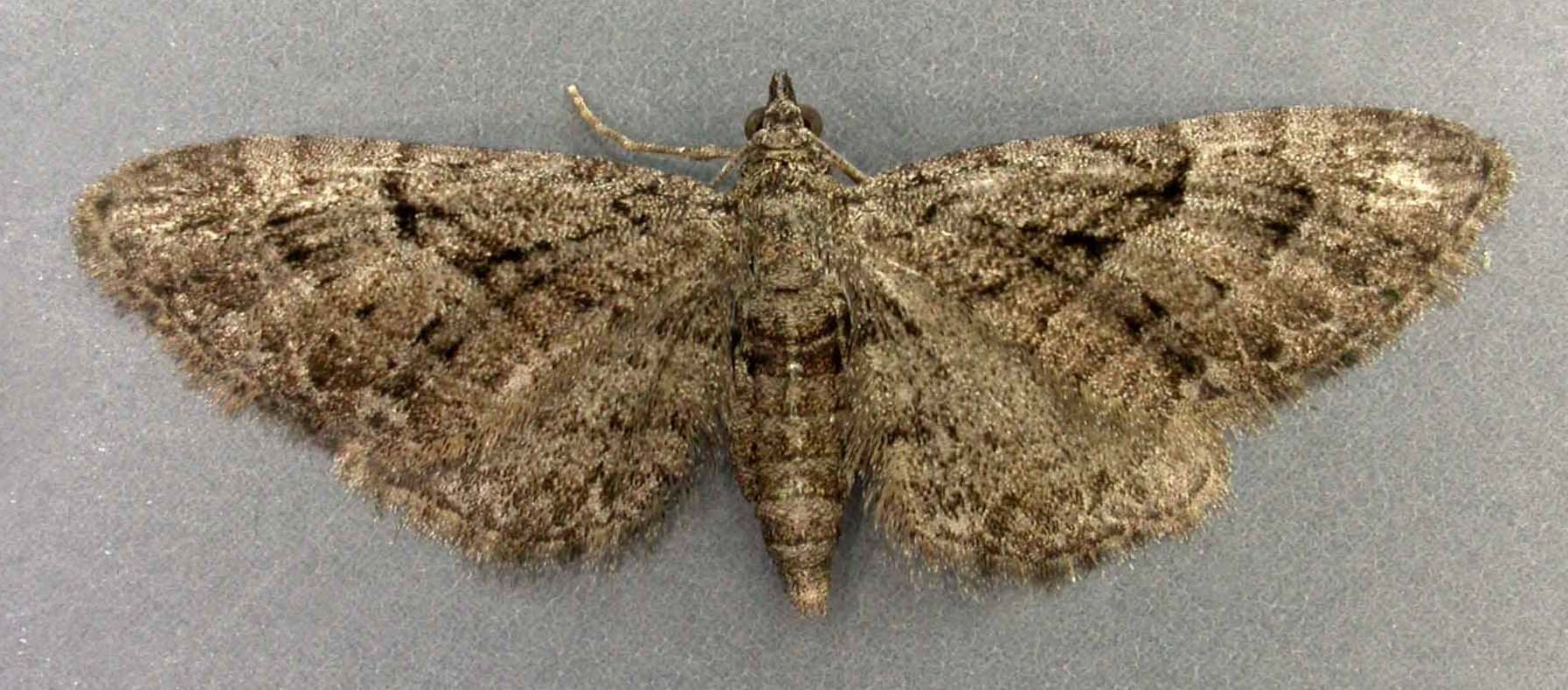
Braune Farbvariante

Der Kleine Wacholder-Blütenspanner (Eupithecia pusillata) (Synonym: Eupithecia sobrinata), zuweilen auch Grauer Wacholder-Blütenspanner genannt, ist ein Schmetterling (Nachtfalter) aus der Familie der Spanner (Geometridae). Das Artepitheton basiert auf dem lateinischen Wort pusillus mit der Bedeutung „winzig“. Im Vergleich zu einem durchschnittlichen Nachtfalter sind die Falter zwar klein, innerhalb der Gattung der Blütenspanner (Eupithecia) ist ihre Größe jedoch durchaus üblich und angemessen.

## Merkmale

### Falter
Die Flügelspannweite der Falter beträgt 16 bis 22 Millimeter. Die Grundfarbe sämtlicher Flügel variiert von hellgrau bis zu bräunlich. Auffällig ist der große, schwarze, gestreckte Diskoidalfleck auf der Vorderflügeloberseite, der nach außen oftmals weißlich gesäumt ist. Die Diskalregion ist in der Regel von dunkelbraunen Binden eingefasst, deren äußere mitunter in Keilstriche aufgelöst ist. Zuweilen treten stark bräunlich verdunkelte Exemplare auf, die fast einfarbig sind und bei denen sich die Zeichnungselemente nur undeutlich abheben.

### Raupe
Ausgewachsene Raupen sind glatt und schlank. Sie haben eine blass grüne bis grasgrüne oder bräunliche Farbe und zeigen gelbliche Segmenteinschnitte. Bei den meisten Exemplaren heben sich große dunkelbraune bis rotbraune Flecke auf dem Rücken ab, die zuweilen in dunklen Dreizacken auslaufen. Die Seitenstreifen sind weißlich. Die grünen Formen mit den weißen Seitenstreifen ähneln den Wacholdernadeln der Nahrungspflanze, wodurch sie Fressfeinden kaum auffallen. Die braunen Formen ähneln vertrockneten Nadeln und dürren Ästen, wodurch sie farblich ebenfalls kaum in Erscheinung treten.

### Puppe
Die gelbbraune Puppe ist mit grünen Flügelscheiden versehen. Am kurzen Kremaster befinden sich acht Hakenborsten, von denen das mittlere Paar etwas kräftiger ausgebildet ist.

### Ähnliche Arten
Bei Eupithecia ericeata sind die die Diskalregion auf der Vorderflügeloberseite einfassenden dunkelbraunen Binden kräftiger und markanter ausgebildet. Eine sichere Bestimmung ist bei abgeflogenen Exemplaren mittels einer genitalmorphologischen Untersuchung möglich.

## Verbreitung und Vorkommen
Die Verbreitung der Art erstreckt sich durch Europa sowie weiter östlich durch das gemäßigte Asien bis Kamtschatka und Sachalin. Auf Island ist sie durch die Unterart E. pusillata scoriata, in Pakistan und Kaschmir durch E. pusillata kashmirica und in Nordamerika durch E. pusillata interruptofasciata vertreten.
Der Kleine Wacholder-Blütenspanner besiedelt bevorzugt Wacholderheidelandschaften, Magerrasenflächen, Berghänge und Waldränder, kommt jedoch auch auf Friedhöfen und in städtischen Bereichen vor. In den Gebirgen steigt er bis in Höhen von 2500 Metern.

## Lebensweise
Die Hauptflugzeit der dämmerungs- und nachtaktiven Falter fällt in die Monate Juli bis September. Sie lassen sich leicht von künstlichen Lichtquellen anlocken. Blütenbesuche der Falter wurden an Oregano (Origanum vulgare) und Labkräutern (Galium) beobachtet. Die Eiablage erfolgt an den Triebspitzen von Wacholderzweigen. Die Eiraupe überwintert fertig entwickelt im Ei. Im Mai schlüpfen die Raupen und ernähren sich bis zur Verpuppung im Juli von jungen Nadeln sowie den Blüten des Gemeinen Wacholders (Juniperus communis).

## Gefährdung
Der Kleine Wacholder-Blütenspanner kommt in Deutschland in den einzelnen Bundesländern meist verbreitet und gebietsweise zahlreich vor und wird auf der Roten Liste gefährdeter Arten als „nicht gefährdet“ eingestuft.